# Parque nacional de Royal Chitwan
El Parque Nacional de  Chitwan, o Chitwan, es el primer parque nacional de Nepal. Fue creado en el año 1973, y fue declarado como Patrimonio de la Humanidad por la Unesco en el año 1984. Abarca una superficie de más de 932 km² y protege a varias especies animales en gran peligro de extinción, como el rinoceronte indio (Rhinoceros unicornis). La palabra chitawan significa el corazón de la jungla. 
El parque se encuentra en la región baja de Nepal, el Teraï, a los pies de los Himalayas. 
La vegetación del parque es exuberante, con hierbas altas y bosque del árbol de la sal, un gran árbol. Se encuentran también numerosas zonas pantanosas.

## Clima
Chitwan tiene un clima tropical monzónico con alta humedad durante todo el año. El área se encuentra en la zona climática central de la cordillera del Himalaya. Los monzones se inician a mediados de junio y terminan a finales de septiembre. Durante estas 15 semanas la mayoría de los 2.500 mm de precipitación anual cae en forma de aguaceros. Después de mediados de octubre, cuando el monzón se retira, la humedad disminuye, y la temperatura diaria máxima desciende gradualmente de los 36 °C hasta los 18 °C. Por las noches se pueden registrar en torno a 5 °C hasta finales de diciembre, cuando por lo general llueve suavemente durante unos días. A partir de enero, las temperaturas empiezan a subir poco a poco.

## Fauna

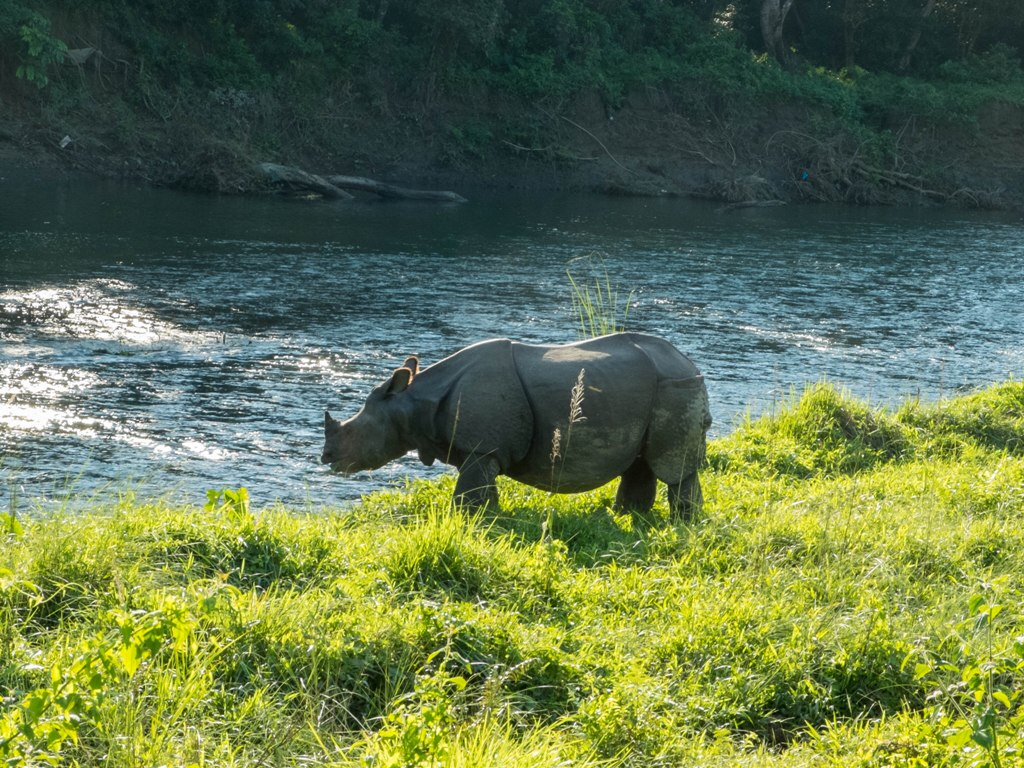
Rinoceronte en el parque de Chitwan

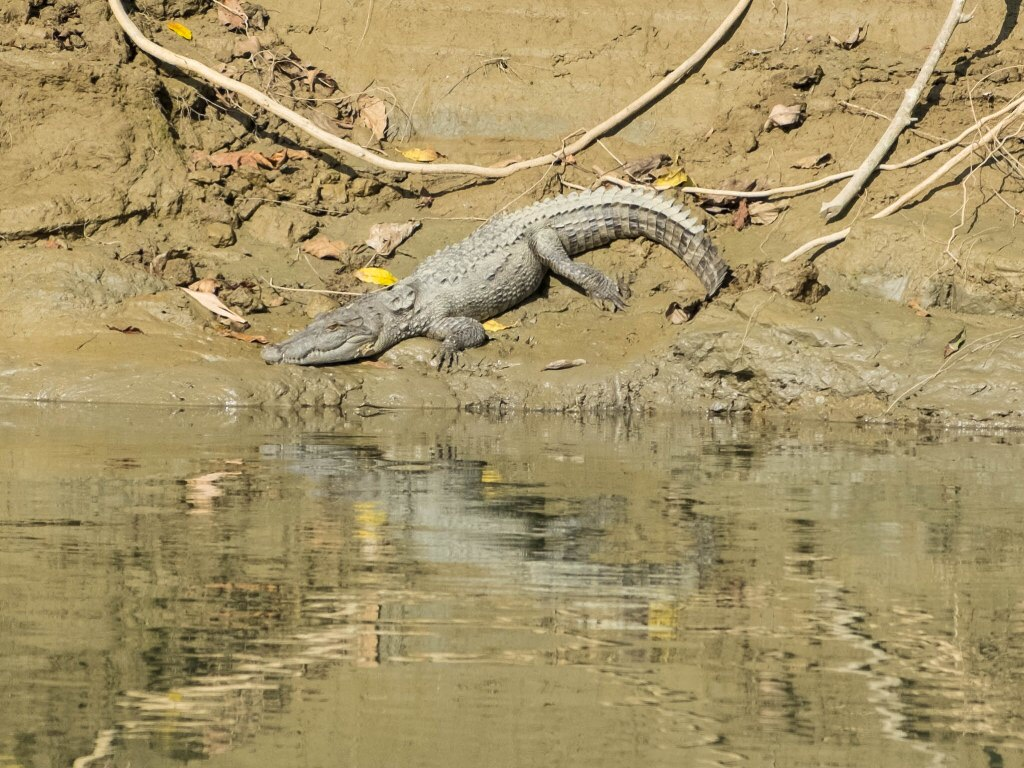
Cocodrilo en el parque de Chitwan

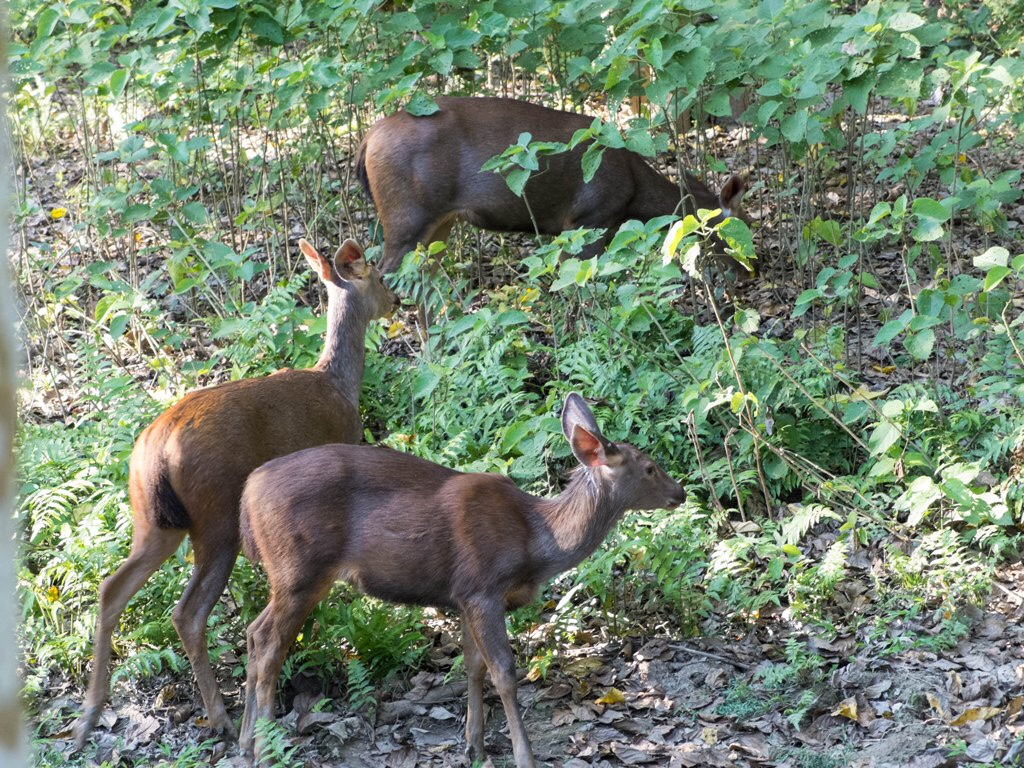
Ciervos en Chitwan

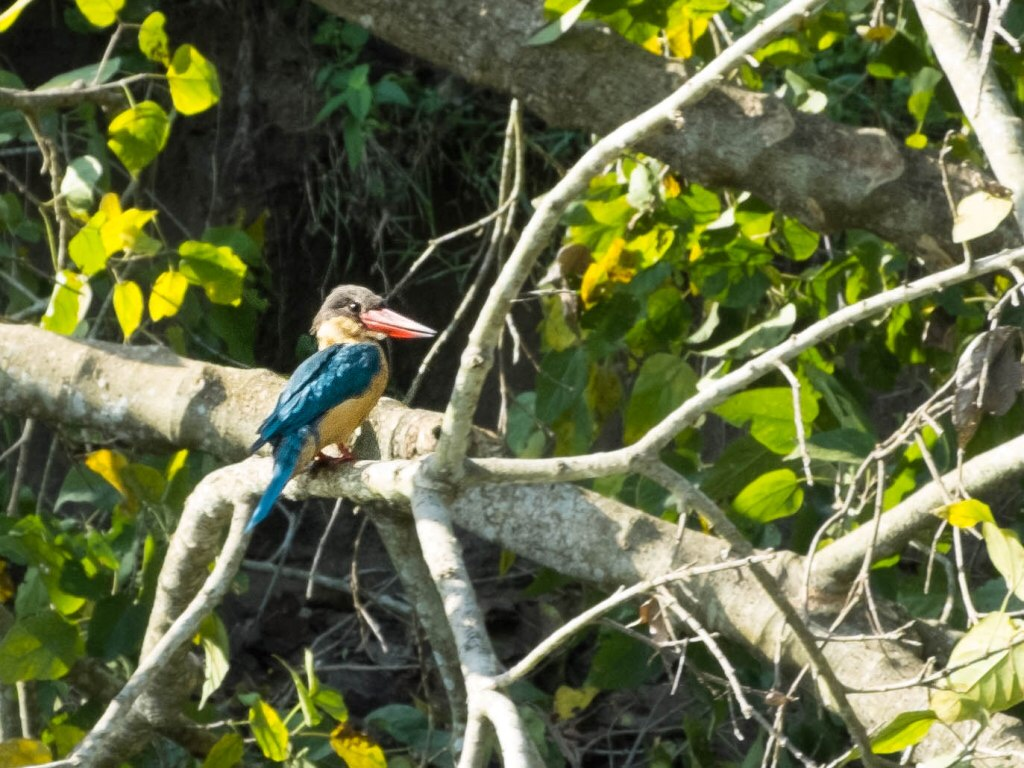
Martín pescador en el río Ladhari

La amplia gama de tipos de vegetación en el Parque Nacional de Chitwan proporcionan hogar de más de 700 especies de la vida silvestre y un número aún no plenamente determinado de especies de insectos. Aparte de la cobra real y la pitón de la India, existen otras 17 especies de serpientes, así como multitud de reptiles, entre las que destaca la tortuga elongada y el varano. El sistema del río Narayani es hábitat de 113 especies registradas de peces y cocodrilos, entre ellos destaca el cocodrilo de marisma. 
A principios de la década de 1950, había alrededor de 235 gaviales en el río Narayani. La población ha disminuido drásticamente a sólo 38 gaviales salvajes en 2003. Cada año se recogen sus huevos a lo largo de los ríos para ser incubados en el centro de cría del Proyecto de Conservación de Gaviales, donde los animales son criados a una edad de 6-9 años. Todos los años, joven gaviales se reintroducen en el sistema del río Narayani-Rapti, de los cuales por desgracia sólo unos pocos sobreviven.
También podemos encontrar rinocerontes, sometidos a gran estrés por la caza furtiva, desde el año 1973 su población se ha recuperado bien y alrededor del año 2000 llegaron hasta los 544 individuos. Para garantizar la supervivencia de las especies endémicas en peligro de extinción, en caso de epidemias, varios animales son transferidos anualmente al parque nacional de Bardia y a la reserva de Vida Silvestre Sukla Phanta desde el año 1986. Sin embargo, la población ha sido repetidamente amenazada por la caza furtiva. Solamente en el año 2002, los cazadores furtivos han matado a 37 animales únicamente por el placer de hacerlo y para vender sus valiosos cuernos. 
Hay otros animales que podemos ver muy fácilmente en el parque, por ejemplo ciervos, monos, pavos reales, martines pescadores, garzas, golondrinas o patos de Siberia.